# Nikola Uzunović

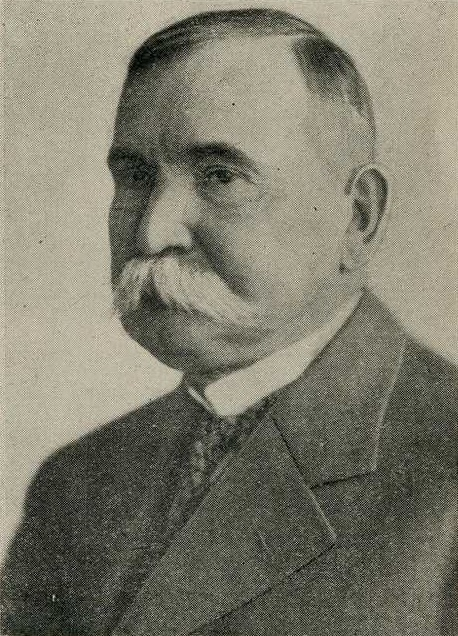
Nikola Uzunović

Nikola Uzunović (serbisch-kyrillisch Никола Узуновић; * 3. Mai 1873 in Niš, Osmanisches Reich; † 19. Juli 1954 in Belgrad) war ein serbischer Politiker der Radikalen Volkspartei und später der Jugoslawischen Nationalpartei, der unter anderem zwischen 1926 und 1927 Ministerpräsident des Königreichs der Serben, Kroaten und Slowenen sowie 1934 Ministerpräsident des Königreichs Jugoslawien war.

## Leben
Nikola Uzunović war Absolvent der juristischen Fakultät der Velika-Schule in Belgrad und danach als Richter und Präsident des erstinstanzlichen Gerichts tätig. 1904 wurde er zum Stadtrat der Gemeinde Niš und acht Monate später als Kandidat der Radikalen Volkspartei NRS (Narodna radikalna stranka) ins Parlament gewählt. Er war Sekretär des Kassationsgerichts in Belgrad und wurde nach dem Ersten Weltkrieg wurde er zum Mitglied der Nationalversammlung gewählt. Im achten Kabinett von Ministerpräsident Nikola Pašić war er zwischen dem 6. November 1924 und dem 29. April 1925 Minister für öffentliche Arbeiten.
Als Nachfolger von Pašić wurde am 8. April 1926 Uzunović selbst Ministerpräsident des Königreichs der Serben, Kroaten und Slowenen und bekleidete dieses Amt bis zum 17. April 1927, woraufhin Velimir Vukićević seine Nachfolge antrat. In seinem ersten Kabinett, dem Minister der NRS, der Kroatische Bauernpartei HRSS (Hrvatska seljačka stranka) und Parteilose angehörten, übernahm er zunächst vom 8. bis zu seiner Ablösung durch Ninko Perić am 13. April 1926 kommissarischen den Posten als Finanzminister. Am 1. Februar 1927 bildete er sein zweites Kabinett, das bis zum 17. April 1927 bestand und nur noch aus Ministern der NRS und Parteilosen bestand. 
Während der 1929 begonnenen sechsjährigen Königsdiktatur war Nikola Uzunović einer der Gründer der Jugoslawischen Radikalen Bauerndemokratie JRSD (Jugoslavenska radikalna seljačka demokratija), aus der 1932 die Jugoslawische Nationalpartei JNS (Jugoslavenska nacionalna stranka) hervorging. Im Kabinett von Ministerpräsident Petar Živković fungierte er zwischen dem 7. Januar 1929 und dem 4. April 1932 als stellvertretender Ministerpräsident. Als Nachfolger von Milan Srškić wurde er am 27. Januar 1934 Ministerpräsident des Königreichs Jugoslawien und bildete sein drittes Kabinett, woraufhin er am 22. Dezember 1934 von Ministerpräsident Bogoljub Jevtić abgelöst wurde.

## Hintergrundliteratur
- Wolfgang Kessler: Jugoslawien (1917–1941/44) (S. 1164 ff.), in: Der Große Ploetz. Die Enzyklopädie der Weltgeschichte, Verlag Vandenhoeck & Ruprecht, 35. Auflage, 2008, ISBN 978-3-525-32008-2